# Swann Arlaud
Swann Arlaud (* 30. listopadu 1981 Fontenay-aux-Roses) je francouzský herec a režisér.

## Životopis
Vyrostl v herecké rodině a s hraním začal již v útlém věku. Jeho kariéra se dlouho omezovala pouze na malé role v televizních seriálech i ve filmech. Zlom přišel v roce 2016, kdy se objevil ve filmu Ni le ciel ni la terre režiséra Clémenta Cogitora. Za svůj herecký výkon se objevil na seznamu slibných herců, který publikuje Filmová umělecká akademie udělující cenu César. Ve stejném roce byl za svůj výkon ve filmu Les Anarchistes nominovaný na Césara v kategorii nejslibnější herec.
V roce 2018 získal Césara pro nejlepšího herce za ztvárnění hlavního hrdiny v dramatu Chovatel. V roce 2020 obdržel Césara pro nejlepšího herce ve vedlejší roli za roli ve snímku Chvála Bohu.

## Filmografie

### Herecká filmografie
| Rok  | Název                                                         | Role                             | Poznámky |
| ---- | ------------------------------------------------------------- | -------------------------------- | --- |
| 1987 | Jeux d'artifices                                              |                                  | |
| 1992 | La Révolte des enfants                                        | Lucien                           | |
| 1994 | Bête de scène                                                 |                                  | krátký film |
| 2004 | P.J.                                                          | Luc                              | televizní seriál |
| 2005 | D´Artagnan a tři mušketýři                                    | mušketýr                         | televizní film |
| 2005 | Les Monos                                                     | Double L                         | televizní seriál |
| 2005 | Groupe flag                                                   | student                          | televizní seriál |
| 2005 | Šedé duše                                                     | voják                            | |
| 2005 | L'Ordre du temple solaire                                     | Patrick Vuarnet                  | televizní film |
| 2006 | Rok v mém životě                                              | Étienne                          | |
| 2006 | Aristokraté                                                   | hezký muž                        | |
| 2006 | Ženská spravedlnost                                           | Jérôme Caubert                   | televizní seriál |
| 2007 | P.J.                                                          | Pierrick                         | televizní seriál |
| 2007 | Reportéři                                                     | Thomasův montér                  | televizní seriál |
| 2007 | Sur le fil                                                    | Fabrice Andréani                 | televizní seriál |
| 2008 | Paris, enquêtes criminelles                                   | Rémi Royer                       | televizní seriál |
| 2008 | Prosté srdce                                                  | Paul Aubain                      | |
| 2008 | Spiral                                                        | Steph                            | televizní seriál |
| 2008 | Central Nuit                                                  | Ludo Fortin                      | televizní seriál |
| 2009 | Extase                                                        | Hugo                             | |
| 2009 | Réfractaire                                                   | Ady                              | |
| 2009 | La Femme invisible (d'après une histoire vraie)               | stážista                         | |
| 2009 | Le Bel Âge                                                    | François                         | |
| 2009 | Nicolas Le Floch                                              | Jean Galaine                     | televizní seriál |
| 2009 | Le Dernier vol                                                |                                  | |
| 2010 | Le Repenti                                                    | Jérémie                          | televizní film |
| 2010 | Odsun                                                         | Weismann                         | |
| 2010 | Tajemství mumie                                               | křikloun před Elysejským palácem | |
| 2010 | Drahá Prudence                                                | Jean-Pierre                      | |
| 2010 | Druhý svět                                                    | Dragon                           | |
| 2010 | Nováčci                                                       | Vincent Mora                     | televizní seriál |
| 2010 | Au siècle de Maupassant: Contes et nouvelles du XIXème siècle | mladý kupec                      | televizní seriál |
| 2010 | Láska s vůní čokolády                                         | Antoine                          | |
| 2011 | Face                                                          | dezertér                         | krátký film |
| 2011 | Alexis Ivanovitch vous êtes mon héros                         | Alex                             | krátký film |
| 2011 | Xanadu                                                        | Lapo Valadine                    | televizní seriál |
| 2011 | Ony                                                           | mladý klient                     | |
| 2011 | Ne nous soumets pas à la tentation                            | Stéphan                          | |
| 2011 | A quoi tu joues ?                                             | Benoît                           | krátký film |
| 2012 | Muž, který se směje                                           | Sylvain                          | |
| 2012 | La joie de vivre                                              | Lazare                           | televizní film |
| 2012 | Crawl                                                         | Martin                           | |
| 2012 | Une place                                                     | Denis                            | krátký film |
| 2013 | Chat                                                          | mladý muž                        | krátký film |
| 2013 | Lazare                                                        | Virgile                          | krátký film |
| 2013 | Meurtres à Saint-Malo                                         | Loïc                             | televizní seriál |
| 2013 | Michael Kohlhaas                                              | baron                            | |
| 2013 | Nous sommes tous des êtres penchés                            | Paul                             | krátký film |
| 2013 | Alibi                                                         | cikán                            | krátký film |
| 2014 | Bon rétablissement !                                          | Camille                          | |
| 2014 | Špekoun                                                       | Pat                              | |
| 2015 | Paris                                                         | Simon                            | televizní seriál |
| 2015 | En immersion                                                  | chemik                           | televizní minisérie |
| 2015 | Elixir                                                        | André                            | |
| 2015 | Les Anarchistes                                               | Elisée Mayer                     | Nominace – César pro nejslibnějšího herce                                                                                   |
| 2015 | Ni le ciel ni la terre                                        | Jérémie Lernowski                | |
| 2015 | La Dernière Ballade                                           |                                  | krátký film |
| 2016 | Láska podle představy                                         | Nicolai                          | |
| 2016 | Příběh jednoho života                                         | Julien de Lamare                 | |
| 2016 | Goliath                                                       |                                  | krátký film |
| 2016 | The End                                                       | mladý muž                        | |
| 2016 | Baden Baden                                                   | Simon                            | |
| 2017 | Chovatel                                                      | Pierre Chavanges                 | César pro nejlepšího herce Nominace – Globes de Cristal pro nejlepšího herce Nominace – Lumièrova cena pro nejlepšího herce |
| 2017 | Gros chagrin                                                  | Jean (hlas)                      | krátký film |
| 2018 | Chvála Bohu                                                   | Emmanuel Thomassin               | César pro nejlepšího herce ve vedlejší roli Nominace – Lumièrova cena pro nejlepšího herce                                  |
| 2018 | Un beau voyou                                                 | Bertrand                         | |
| 2019 | Kábulské vlaštovky                                            | hlas Mohsena                     | |
| 2019 | Útěk z Rakky                                                  | Sylvain                          | |
| 2019 | Perdrix                                                       | Pierre Perdrix                   | |
| 2020 | Comment je suis devenu super-héros                            | Naja                             | |
| 2021 | Coeurs vaillants                                              | kurátor                          | |
| 2022 | À propos de Joan                                              | Nathan Verra                     | |
| 2023 | Anatomie pádu                                                 | Vincent                          | César pro nejlepšího herce ve vedlejší roli                                                                                 |

### Režisérská filmografie
| Rok  | Název          | Poznámky                              |
| ---- | -------------- | ------------------------------------- |
| 2002 | Tolérance Zéro | krátký film                           |
| 2016 | Venerman       | krátký film; spolurežisér             |
| 2021 | Zorey          | krátký film; režisér, spoluscenárista |

## Divadlo
- 2010: Marta Hillers: Une femme à Berlin, režie Tatiana Vialle, uváděno v Théâtre du Rond-Point
- 2013: Andrew Payne: En réunion, režie Patrice Kerbrat, uváděno v Petit Montparnasse
- 2013: Bruno Nuytten: Prendre le risque d'aller mieux, režie Tatiana Vialle, uváděno v Ciné 13 Théâtre